# 石岗乡
石岗乡，是中华人民共和国重庆市奉节县下辖的一个乡。

## 行政区划
石岗乡下辖以下地区：
两河社区、天星村、鹿坡村、田树村、罗汉村、厚坪村、镇江村、四方村、明水村、昙花村、瓦坪村、桃李村和明寨村。